# Hurleyville
Hurleyville es un área no incorporada (o conocidas como aldea) ubicada en el condado de Sullivan en el estado estadounidense de Nueva York. Hurleyville se encuentra ubicada dentro del pueblo de Fallsburg.

## Geografía
Hurleyville se encuentra ubicada en las coordenadas 41°43′55″N 74°36′05″O / 41.73194, -74.60139.